# Terapeutas

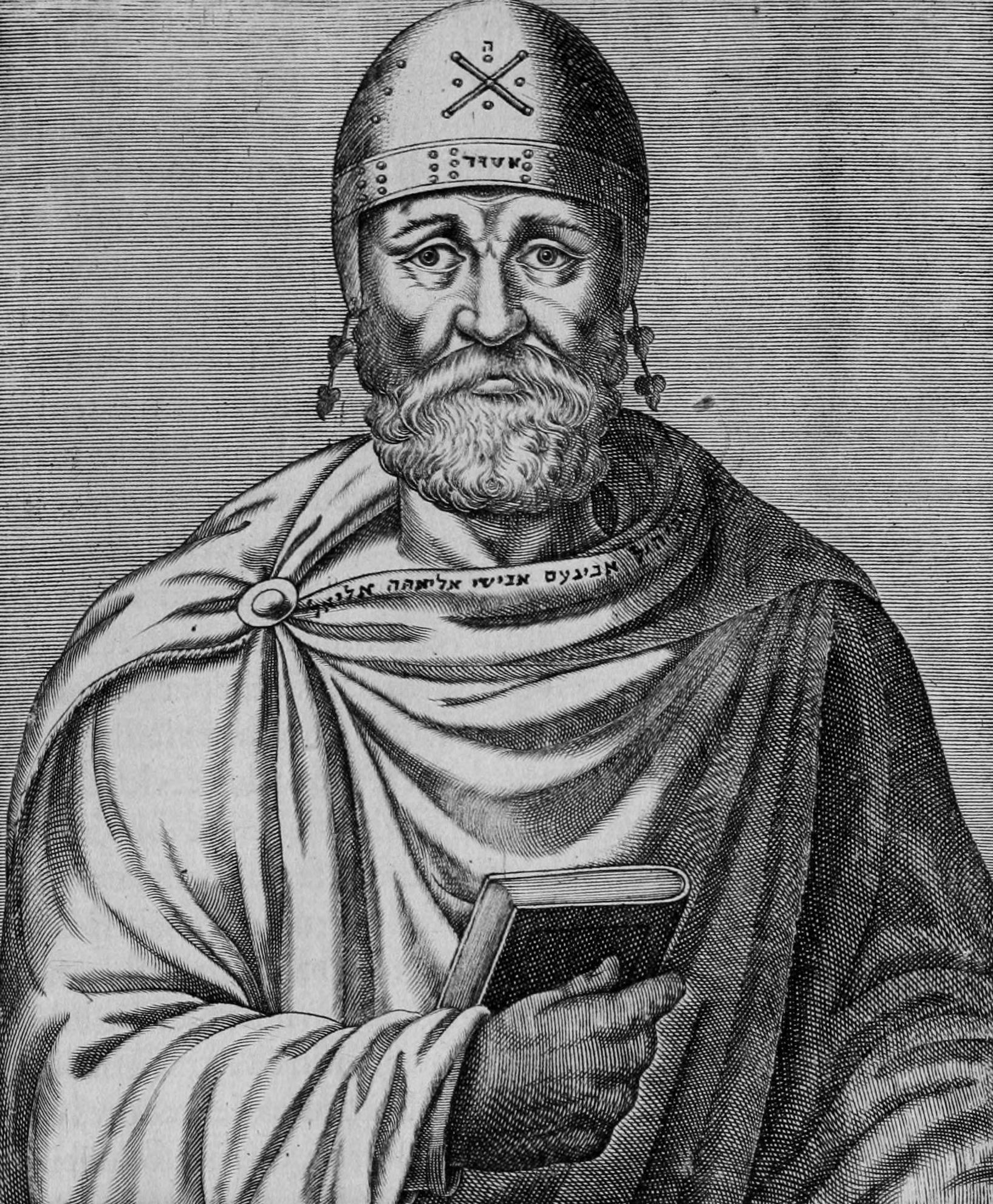
Filón de Alejandría (15/10-45/50 a. C.), es el primero en hacer referencia a la existencia de la secta judía de los terapeutas, en su obra De vita contemplativa.

Los terapeutas (del griego θεραπέυω, que significa curar o servir) fue un grupo judío en la diáspora, similar a los esenios. El nombre proviene de las pretensiones del grupo de curarse de las enfermedades del alma y cuyo ejemplo podía servir para curar a los demás. Filón de Alejandría es el primero en hablar de ellos en su obra De vita contemplativa; los primeros cristianos les confundieron como los primeros monjes cristianos; y la historiografía actual, está más a favor de ser particularmente una secta judía.

## Características
La primera referencia sobre el estilo de vida de los Terapeutas se halla en el De vita contemplativa del filósofo judío Filón. El autor señala que en Egipto y concretamente en los alrededores del el lago Mareotis, cerca de Alejandría, existían hacia el siglo I muchos hombres y mujeres que hacían un género de vida particular: renunciaban sus bienes, dejaban su familia y todos los negocios temporales, vivían en la soledad y tenían cada uno una habitación separada a cierta distancia unos de otros, que llamaban semneo o monasterio, es decir, lugar de soledad.
Allí según el mismo escritor se entregaban enteramente a los ejercicios de la oración, la contemplación y la presencia de Dios; se juntaban para orar por la mañana y por la noche; no comían hasta después de puesto el sol y algunos pasaban muchos días sin comer; se mantenían con solo pan y sal añadiendo a veces un poco de hisopo. Leían en sus semneos los libros de Moisés, de los profetas y de los salmos, en donde buscaban sentidos místicos y alegóricos, persuadiéndose a que la sagrada escritura bajo la corteza de la letra encerraba sentidos profundos y ocultos. También tenían algunos libros de sus ancianos y componían himnos y cánticos para excitarse a alabar a Dios: hombres y mujeres guardaban continencia. Ejercían un arte de curación superior al practicado en esa época las ciudades. Se reunían todos los sábados para conferenciar entre sí y vacar a los ejercicios de religión.

## Controversia historiográfica

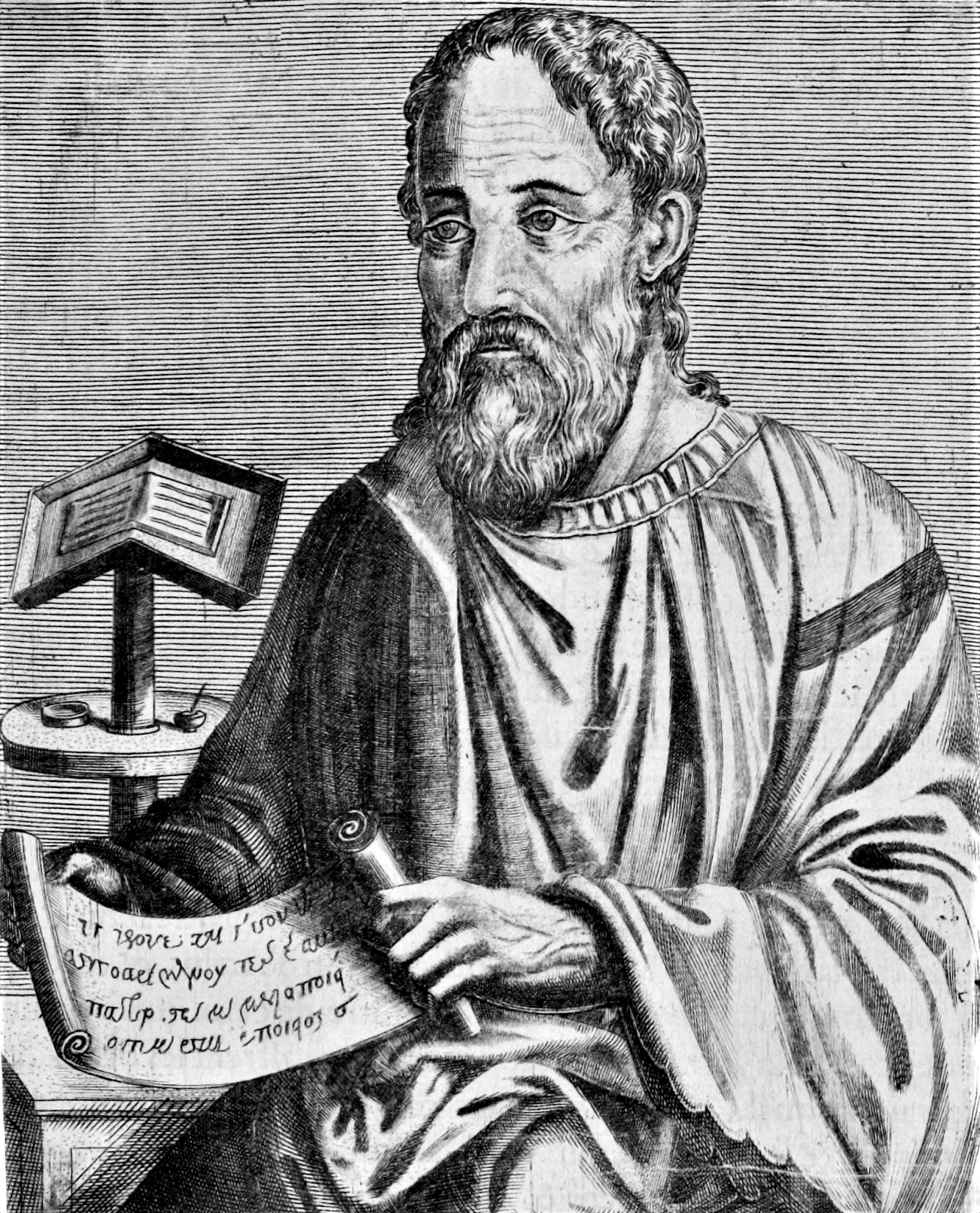
Eusebio de Cesarea (263-369), identificó a los terapeutas con judío convertidos al cristianismo y luego como los primeros monjes cristianos. La historiografía actual rebate esta posición dando a los terapeutas su lugar como un grupo dentro del judaísmo.

### Sobre si los terapeutas eran cristianos o judíos
La relación de Filón ha suministrado abundante materia a las disputas y conjeturas de los sabios y se cuestiona sobre si los terapeutas eran cristianos o judíos, y en el primer caso si eran monjes o seglares y en el segundo si eran una rama de los esenios o una secta diferente.
Eusebio de Cesarea, Jerónimo de Estridón, Sozomeno, Casiano y Nicéforo entre los antiguos, Baronio, Petavio, Antoine Godeau, Bernard de Montfaucon, el P. Alejandro y Pierre Hélyot, entre los modernos y aun algunos autores anglicanos, han creído que los terapeutas eran judíos convertidos al cristianismo por San Marcos u otros predicadores del Evangelio. Al contrario Focio, Henri de Valois en sus Notas a Eusebio, Jean Bouhier, el dominico Giuseppe Agostino Orsi, Augustin Calmet y la mayoría de los críticos protestantes sustentan que los terapeutas eran judíos y no cristianos.
En primer lugar si los terapeutas hubieran sido los primeros cristianos de la iglesia de Alejandría, sería extraño que ningún autor eclesiástico hubiese hablado de ellos antes del siglo IV y que Eusebio no los hubiese conocido más que por la relación de Filón. Orígenes y Clemente de Alejandría que habían pasado parte de su vida en las escuelas de esta ciudad, deberían haberlos conocido y el segundo los habría puesto sin duda en el número de los que llama los verdaderos gnósticos. Tal vez muchos abrazaron el cristianismo a finales del siglo I pero no hay ninguna prueba positiva.
En segundo lugar Filón da a entender que esta secta era ya antigua y que tenía libros de sus fundadores: que estaba esparcida por todas partes, aunque la mayoría de los terapeutas residían en Egipto. Ahora bien esto no puede entenderse de una secta cristiana. El año 40 de Jesucristo cuando Filón fue enviado en embajada a Roma, no estaba aun fundada la iglesia de esta ciudad y no se habían publicado todavía más libros del nuevo testamento que el Evangelio de San Mateo. La mayor antigüedad que se puede dar a la iglesia de Alejandría, es el año 50 y tal vez se fundó mucho más tarde. Aun cuando Filón hubiera vivido cuarenta años después de la embajada, no pudo decir que unos terapeutas cristianos eran una secta antigua, ni que tenían libros de sus ancianos.
Además consta que el cristianismo que empezó en Jerusalén, se propagó primero en Judea y en Siria, en Antioquía y sus inmediaciones: allí y no en Egipto es donde se hallaban el mayor número de cristianos. Se multiplicaron en Asia menor, Grecia, Macedonia e Italia por los afanes de San Pedro y San Pablo, pero en ninguna parte del Nuevo Testamento se habla de los cristianos de Egipto.
El amor a la soledad, la vida austera, el desprendimiento de todas las cosas, la contemplación y aun la continencia de los terapeutas no son pruebas infalibles de su cristianismo. Los esenios de Judea practicaban poco más o menos el mismo género de vida. Es posible que la difusión del cristianismo contribuyó mucho a extinguir esos dos movimientos judíos.
Por otra parte, los terapeutas tenían ciertas observancias judaicas que no eran prácticas cristianas: guardaban el sábado, no usaban el vino ni la carne, celebraban las fiestas de los judíos, particularmente la de Pentecostés, practicaban frecuentes abluciones, etc. Los cristianos por el contrario desde su origen observaron el domingo. San Pablo les prescribía que comieran de todo indistintamente y reprendió con severidad a los gálatas porque querían judaizar: los apóstoles se habían distanciado de estas ordenanzas en Jerusalén y no es probable que San Marcos hubiese querido tolerarla en la iglesia de Alejandría.
El banquete religioso de los terapeutas no era la celebración de la Eucaristía, como se persuadía Eusebio: aquel banquete consistía en comer pan, sal e hisopo y era seguido de una danza en que se juntaban los hombres y las mujeres. Nada de esto se hacía en las juntas de los primeros cristianos. No es pues cabal, ni exacto el paralelo que Eusebio quiso hacer entre estos y los terapeutas.

### Sobre si los terapeutas eran monjes
Mucho menos puede defenderse que los Terapeutas eran monjes. La vida solitaria y monástica no empezó en Egipto hasta el año 250 en tiempo de la persecución de Decio, cuando Pablo el primer ermitaño se retiró al desierto de Tebaida. Pacomio no introdujo la vida cenobítica hasta más de cincuenta años después, cuando ya hacía mucho tiempo que no se hablaba de esenios ni terapeutas. Estos tenían mujeres consigo y los monjes no las tuvieron jamás: los primeros no observaban todos la continencia y los segundos siempre. La palabra monasterio de que usa Filón, no prueba nada porque significa simplemente una morada solitaria.
Es infundada la idea de algunos estudiosos protestantes, que suponen que los monjes son principalmente los que han acreditado la opinión de que los terapeutas eran cristianos y profesaban la vida monástica, por tener interés en persuadir la remota antigüedad de su estado. Eusebio, Jerónimo, Baronio y los anglicanos no eran monjes, y al sustentar que los terapeutas eran cristianos no dijeron que profesaban la vida monástica. Nadie ha confutado con más energía esta opinión que los Padres Orsi y Galmet, dominico el uno y el otro benedictino. Tampoco parecen acertados al decir que los cenobitas imitaron la vida que hacían los esenios en Palestina y que los anacoretas siguieron el ejemplo de los terapeutas. Hacia mucho tiempo que estaban olvidadas estas dos fracciones judaicas cuando aparecieron Pablo de Tebas y Pacomio y ninguno de estos había oído hablar jamás de aquellas, ni leído las obras de Josefo y Filón. La sola lectura del Evangelio les bastó para concebir una alta estimación de la vida que habían abrazado.

### Sobre si eran esenios u otra secta judía
No andan menos discordes las opiniones de los críticos sobre la cuestión de si los terapeutas eran una rama de los esenios o una secta diferente, porque en este punto nos vemos reducidos a conjeturas. Prideaux que citó y comparó lo que Josefo dice de los esenios de la Palestina, con lo que escribe Filón y con lo que cuenta de los terapeutas de Egipto, hace ver que estos dos autores están acordes tocante a las opiniones, las costumbres y el método de vida de los esenios ya de Judea, ya de Egipto donde los había también y que los terapeutas se diferenciaban únicamente de ellos en que daban de mano a todo por entregarse a la contemplación. Filón empleó la polaridad familiar en la filosofía helénica entre la vida activa y la contemplativa, ejemplificando como vida activa la de los esenios de Palestina, y como vida contemplativa la de los terapeutas. Por eso llama a los primeros esenios prácticos y a los segundos esenios contemplativos.

## Conjeturas sobre su origen

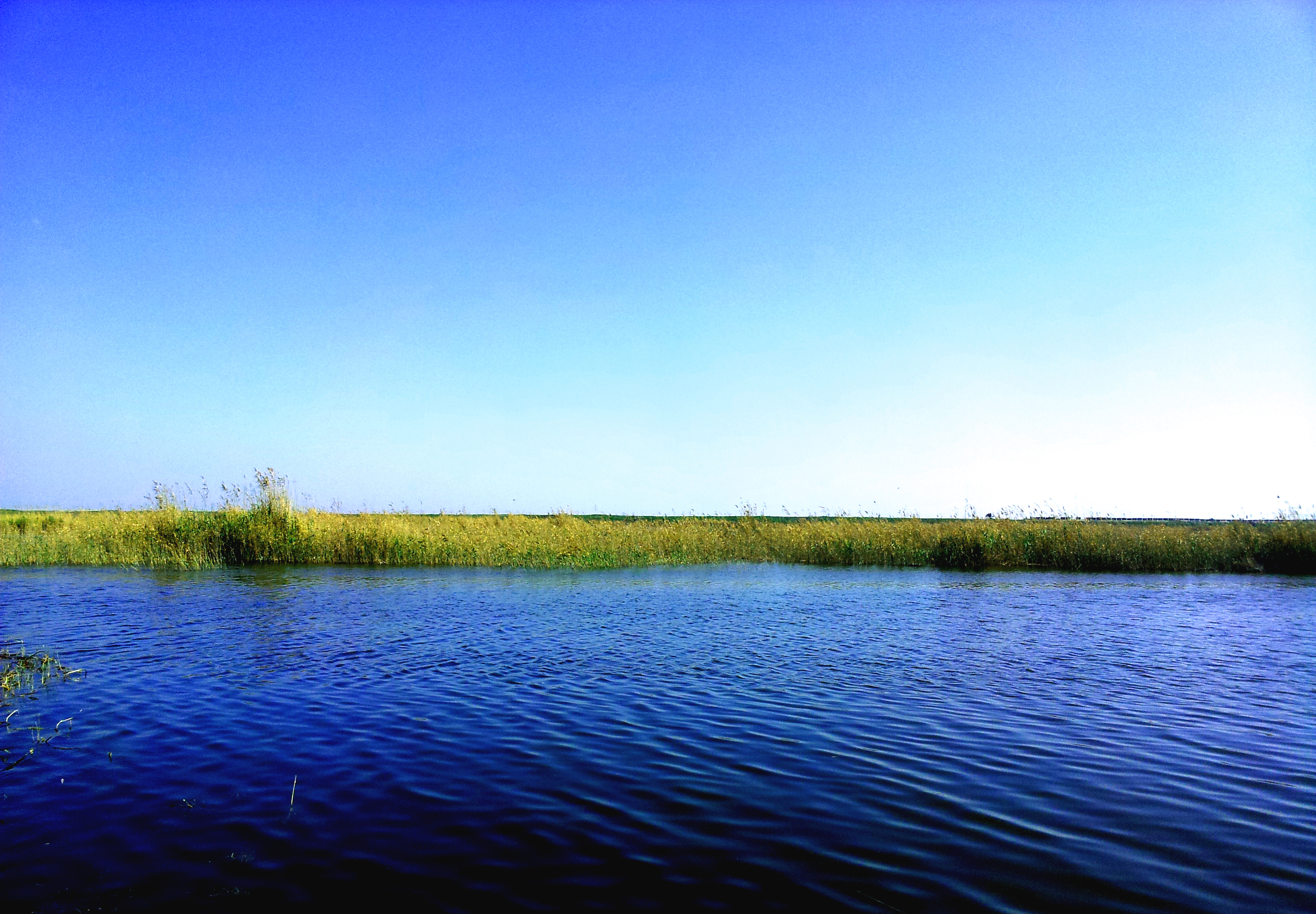
El lago Mareotis, cerca del cual vivían terapeutas en el.

En qué tiempo empezaron y de dónde habían sacado su doctrina y los motivos de su método de vida, es materia de conjeturas. Brucker cree que unos trescientos años antes de Jesucristo muchos judíos por huir de las turbaciones y calamidades de su patria se refugiaron unos en lugares apartados de Judea y otros en Egipto y abrazaron cada cual un género de vida particular: que adoptaron las opiniones de los filósofos pitagóricos que enseñaban por entonces; y que en esta filosofía bebieron el amor a la soledad, el desprendimiento de todas las cosas, las austeridades, la contemplación y las explicaciones alegóricas de la sagrada escritura. Añade que estos judíos seguían las opiniones de los sabatistas y filósofos orientales análogas á las de Pitágoras. Mosheim piensa lo mismo; no obstante dice en su Historia eclesiástica que no ve nada en la narración de Filón ni en las costumbres de los terapeutas que pueda inducir a considerarlos como una rama de los esenios y que podían ser una secta particular de judíos melancólicos y entusiastas. Probablemente no comparó lo que dice Filón en De vita contempiativa, con lo que escribió en su obra titulada Omnis probus liber, donde distingue claramente a los esenios en dos ramas, los prácticos y los contemplativos llamados terapeutas.
Mosheim y Brucker afectan en esta cuestión como en otras muchas referirlo todo a su sistema tocante a la fusión de la filosofía de Pitágoras y Platón con la de los orientales y la cábala de los judíos que se efectuó en la escuela de Alejandría. Particularmente, en la cuestión de los terapeutas, es muy incierto si cuando se refugiaron los esenios en Egipto, había pitagóricos, si enseñaban y propagaban su doctrina. La escuela de Alejandría no vio resucitar su nombradía hasta el tiempo de Ammonio y lo más pronto a finales del siglo II, cien años al menos después de Filón. De que este fuera filósofo no se sigue que hubiese por entonces escuelas públicas de filosofía en aquella ciudad: Filón no conoció jamás otra filosofía que la de los griegos.
En segundo lugar Brucker conviene en que los judíos que se refugiaron ya en los desiertos de Judea, ya en Egipto, eran familias del común del pueblo: esto se prueba por el cultivo de la tierra, las artes mecánicas y los oficios que los esenios de Judea ejercían según el testimonio de Filón y Josefo. El primero añade que los esenios prácticos despreciaban la filosofía, la lógica, la física y la metafísica: que solo se ocupaban en Dios y en el origen de todas las cosas; mas este le encontraban mejor en Moisés que en ningún otro autor. Dice por fin que el único estudio de los esenios era la moral, de donde se sigue que los sentidos místicos y alegóricos que buscaban en la sagrada escritura, eran lecciones de moral. Sin embargo Josefo dice que los esenios solían "saber de la virtud de muchas hierbas, plantas, raíces y piedras y la fuerza y poder de todas y escudriñar esto con gran diligencia", lo cual puede coincidir con el arte de curar de los terapeutas.
También filón escribió que los esenios tenían sus bienes en común, tenían compasión de los afligidos y los ayudaban dando lo que tenía al necesitado, tal y como los terapeutas. Para concebir aprecio y afición a la vida solitaria, pobre, austera y contemplativa tenían como modelo las lecciones y ejemplos de los profetas y justos del antiguo testamento: que sus libros se explican con no menos claridad que los del nuevo sobre este asunto; y que san Pablo los propuso por modelo a los cristianos. Así no hubo necesidad de que los terapeutas consultasen con filósofos paganos para abrazar el género de vida que observaban.
Otra referencia sobre sus orígenes se encuentra en el texto "Maja-vansha", también conocido como Maha-wansha (en idioma pāli: ‘el gran linaje’) es un registro histórico escrito en lenguaje pāli, acerca de monarcas budistas, así como también de reyes dravidas de Sri Lanka. Abarca desde el período del rey Vijaya (543 a. C.) hasta el reinado del rey Majasena (334-361).
Aunque no es considerado un texto religioso, el Maja-vansha es un importante documento budista de la historia inicial de la religión en Sri Lanka. Como hace referencia a las dinastías reales de la India, el Maja-vansha ha sido apreciado por aquellos historiadores que necesitan fechar y describir a las dinastías contemporáneas del subcontinente indio.
No obstante, lo más relevante del contenido dentro del Mahavamsa para efecto de la investigación histórica de los Tehrapeutae, es el registro existente de las misiones a Antioquía, el Mar Muerto y a Alejandría donde se establecen los primeros asentamientos de los Monjes Budistas en occidente y el comienzo de la actividad Therapeutae en el mundo Mediterráneo. Por lo tanto, "es una de las pruebas mas contundentes en la existencia de esta actividad Budista en el mundo precristiano".